# 九條兼晴
九條兼晴（寬永18年2月6日—延寶5年11月12日，1641年3月17日—1677年12月6日），日本江戶時代前期公卿，官位正二位、左大臣。九條家第二十代當主。
九條兼晴原為鷹司教平之子，被九條道房收為養子並娶其女待姬，1647年繼承九條家。1677年去世，與待姬之子九條輔實繼位家督，另一子二條綱平則繼承二條家。